# 南御殿場駅
南御殿場駅（みなみごてんばえき）は、静岡県御殿場市竈（かまど）にある、東海旅客鉄道（JR東海）御殿場線の駅である。駅番号はCB11。

## 歴史
駅周辺の宅地化を見込んだ地元有志の請願により開設された。
- 1962年（昭和37年）7月20日：日本国有鉄道御殿場線の駅として御殿場 - 富士岡間に開業、旅客営業を開始[1][3]。気動車の旅客のみを取り扱う駅員無配置駅[4]。
- 1968年（昭和43年）7月1日：御殿場線御殿場 - 沼津間電化に伴い、構内を電化。
- 1987年（昭和62年）4月1日：国鉄分割民営化に伴い、東海旅客鉄道（JR東海）の駅となる[1]。
- 2010年（平成22年）3月13日：ICカード「TOICA」の利用が可能となる[5]。

## 駅構造
単式ホーム1面1線のみを持つ地上駅。ホームは線路の西側に設置され、その上に簡素な待合所が置かれている。無人駅であり、管理駅の御殿場駅が当駅を管理している。

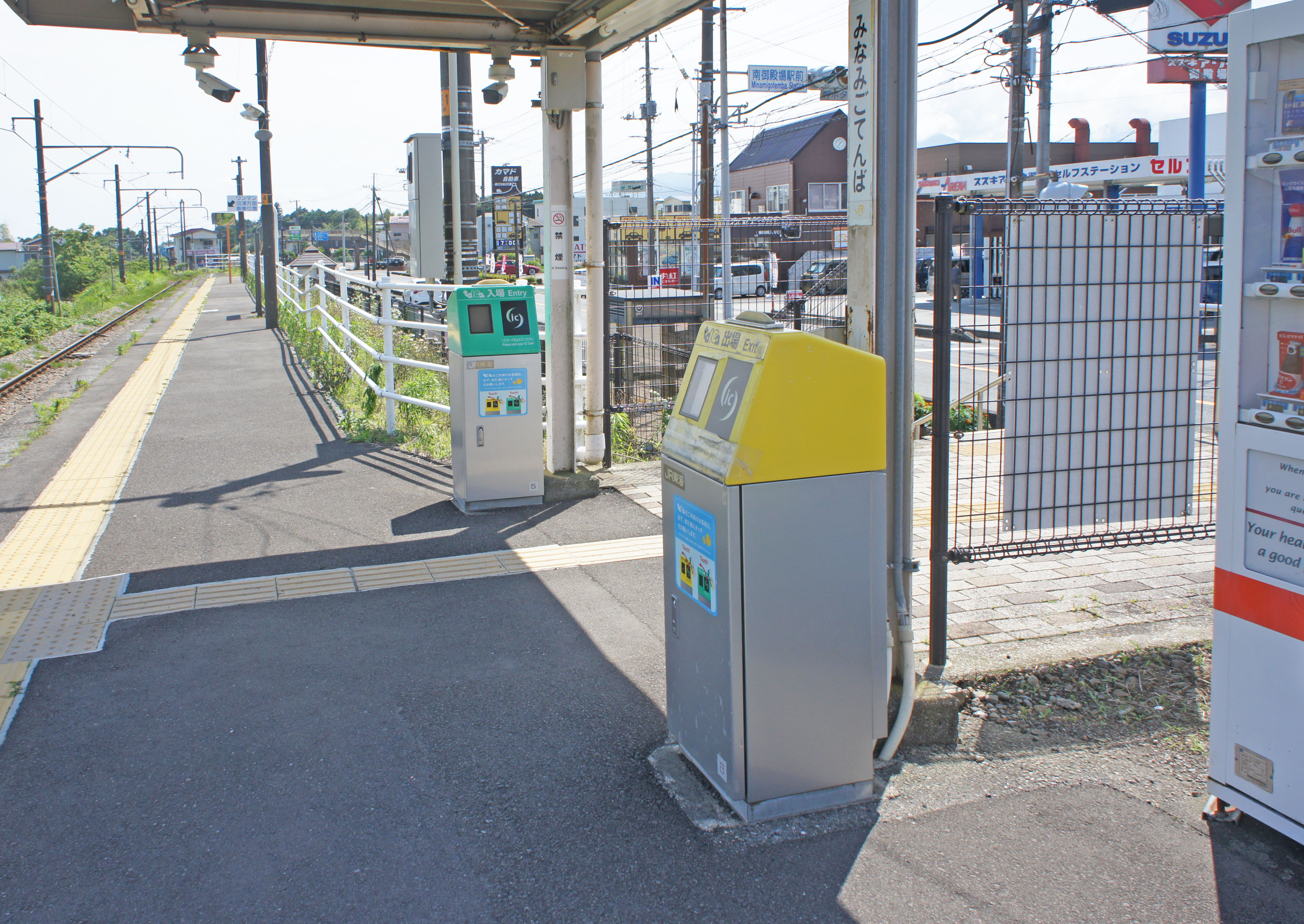
改札口（2022年6月）
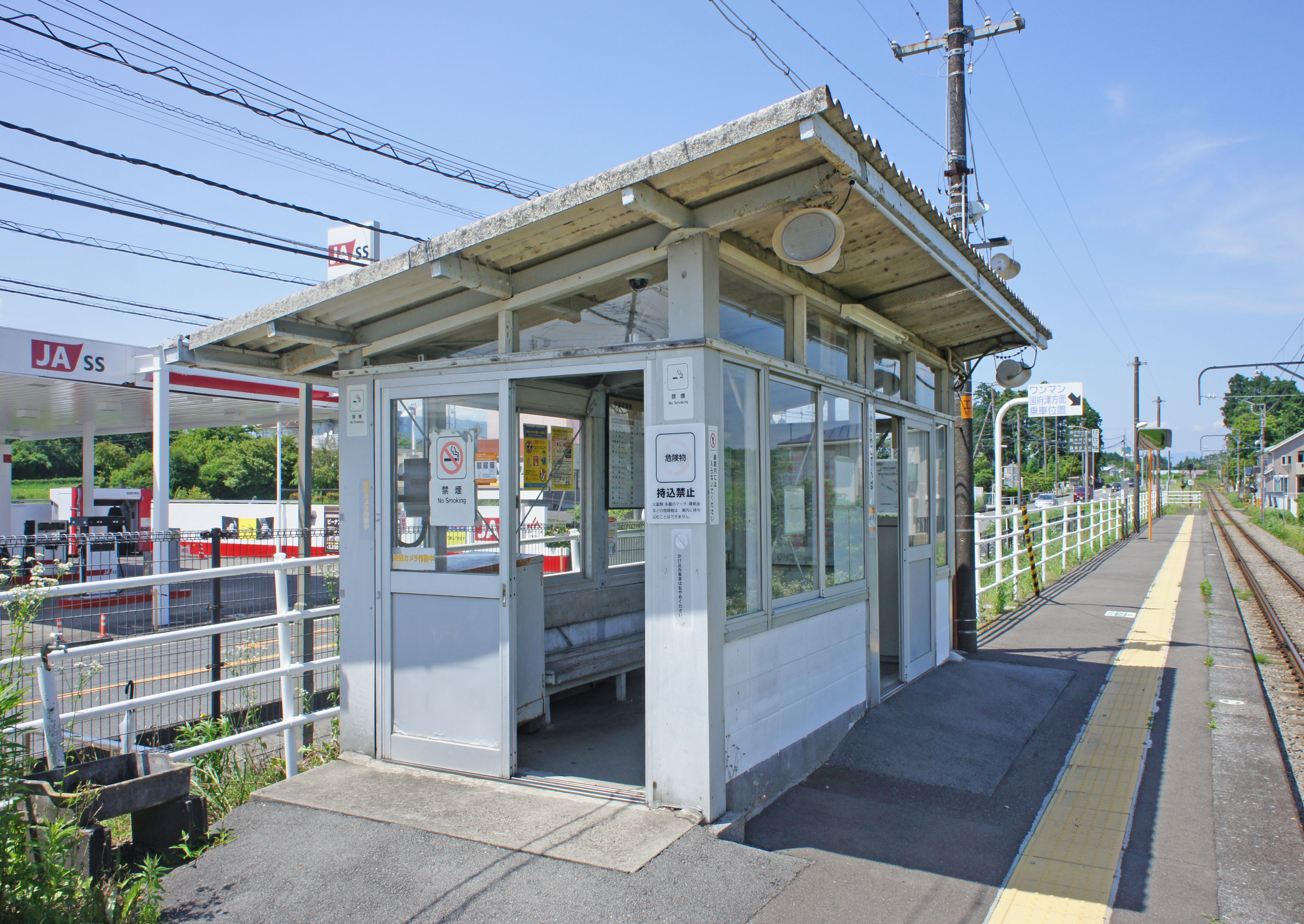
待合室外観（2022年6月）
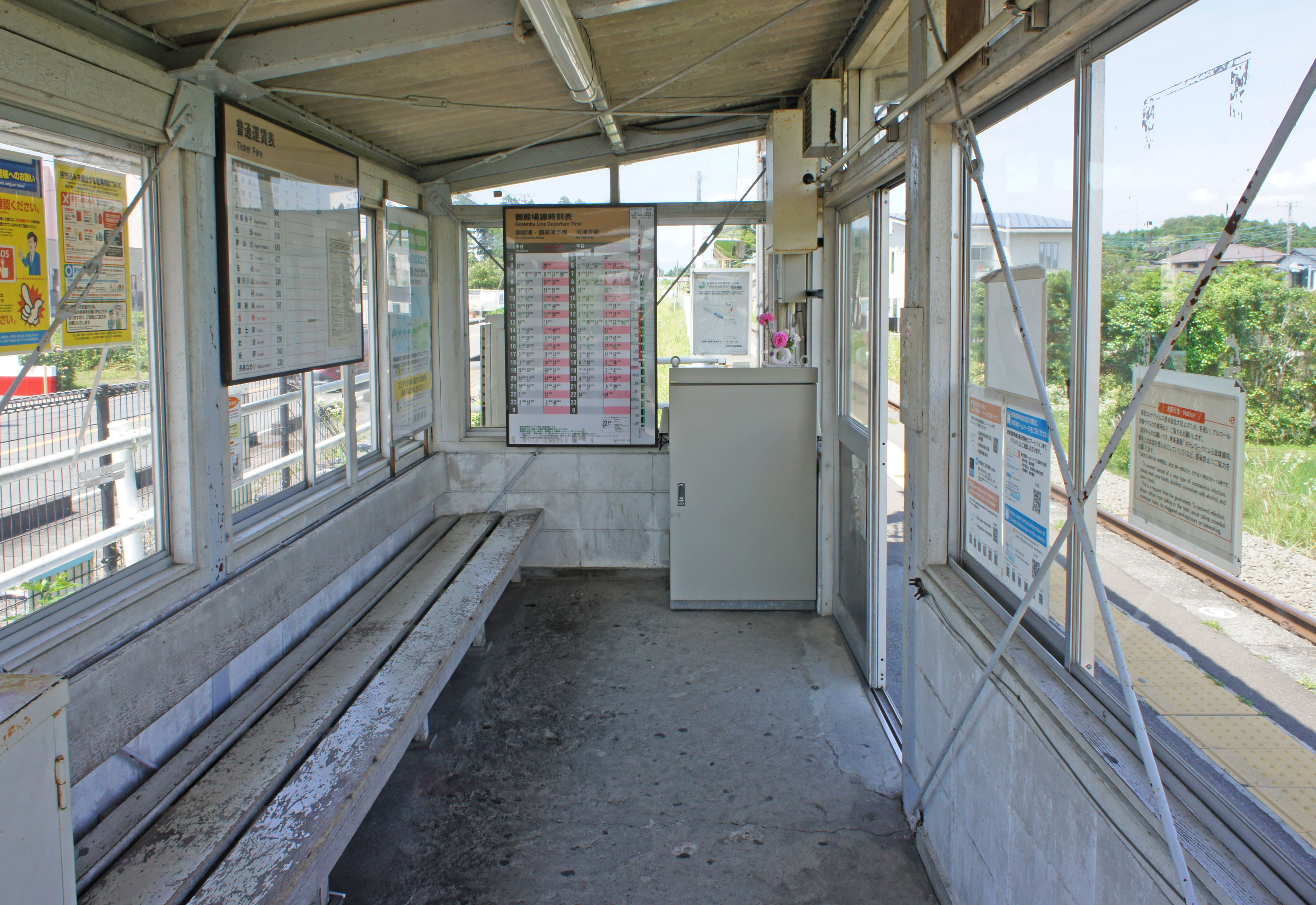
待合室内（2022年6月）
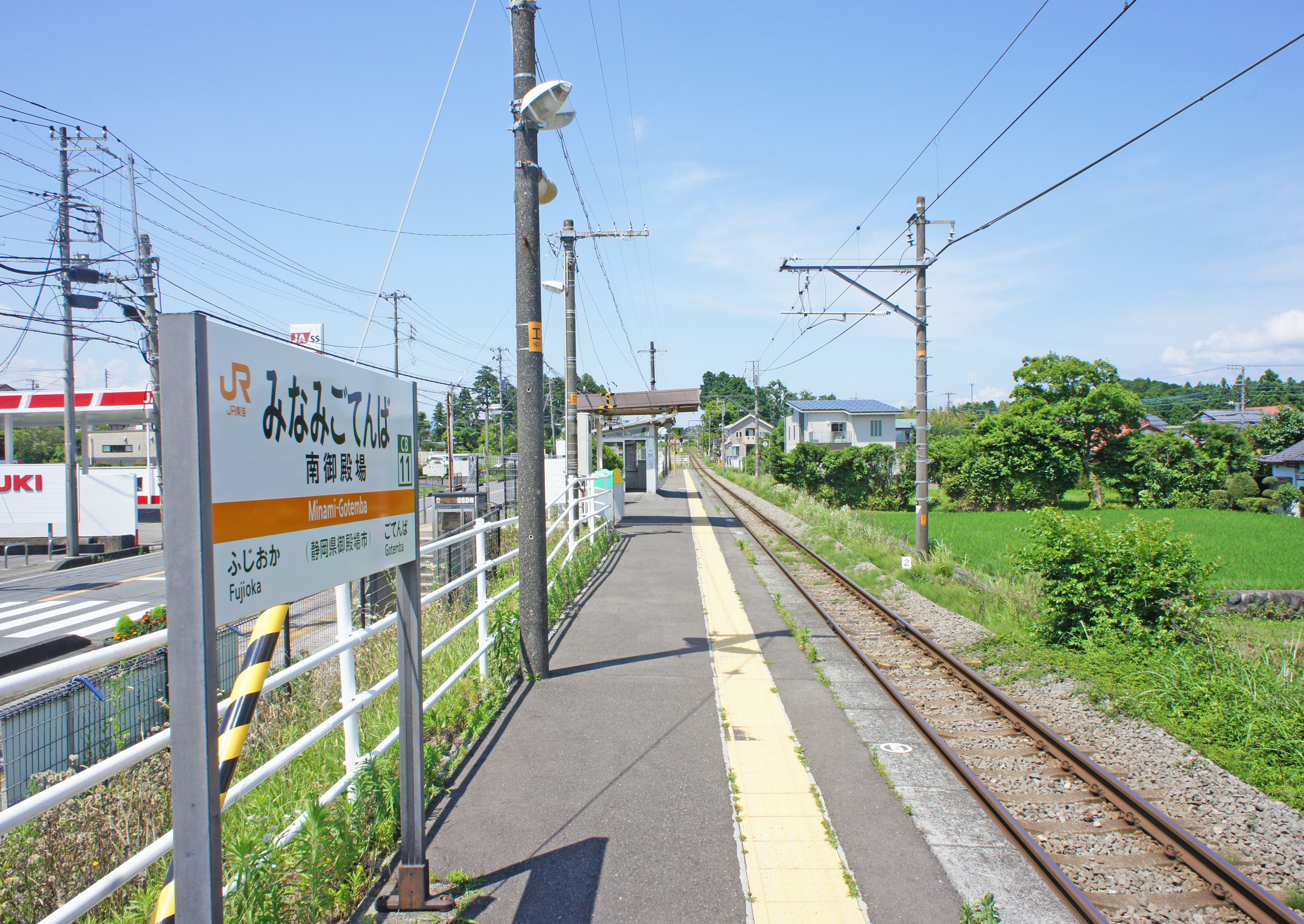
ホーム（2022年6月）

## 利用状況
「静岡県統計年鑑」によると、2021年度（令和3年度）の1日平均乗車人員は264人である。
1993年度（平成5年度）以降の推移は以下のとおりである。なお、2001年度（平成13年度）- 2009年度（平成21年度）の統計は非公表である。
| 乗車人員推移       | 乗車人員推移     | 乗車人員推移  |
| 年度               | 1日平均 乗車人員 | 出典          |
| ------------------ | ---------------- | ------------- |
| 1993年（平成05年） | 350              | [ 静岡県 2 ]  |
| 1994年（平成06年） | 349              | [ 静岡県 3 ]  |
| 1995年（平成07年） | 366              | [ 静岡県 4 ]  |
| 1996年（平成08年） | 386              | [ 静岡県 5 ]  |
| 1997年（平成09年） | 371              | [ 静岡県 6 ]  |
| 1998年（平成10年） | 369              | [ 静岡県 7 ]  |
| 1999年（平成11年） | 353              | [ 静岡県 8 ]  |
| 2000年（平成12年） | 329              | [ 静岡県 9 ]  |
| 2001年（平成13年） | 非公表           | 非公表        |
| 2002年（平成14年） | 非公表           | 非公表        |
| 2003年（平成15年） | 非公表           | 非公表        |
| 2004年（平成16年） | 非公表           | 非公表        |
| 2005年（平成17年） | 非公表           | 非公表        |
| 2006年（平成18年） | 非公表           | 非公表        |
| 2007年（平成19年） | 非公表           | 非公表        |
| 2008年（平成20年） | 非公表           | 非公表        |
| 2009年（平成21年） | 非公表           | 非公表        |
| 2010年（平成22年） | 285              | [ 静岡県 10 ] |
| 2011年（平成23年） | 255              | [ 静岡県 11 ] |
| 2012年（平成24年） | 266              | [ 静岡県 12 ] |
| 2013年（平成25年） | 278              | [ 静岡県 13 ] |
| 2014年（平成26年） | 270              | [ 静岡県 14 ] |
| 2015年（平成27年） | 296              | [ 静岡県 15 ] |
| 2016年（平成28年） | 293              | [ 静岡県 16 ] |
| 2017年（平成29年） | 311              | [ 静岡県 17 ] |
| 2018年（平成30年） | 323              | [ 静岡県 18 ] |
| 2019年（令和元年） | 327              | [ 静岡県 19 ] |
| 2020年（令和02年） | 276              | [ 静岡県 20 ] |
| 2021年（令和03年） | 264              | [ 静岡県 1 ]  |

## 駅周辺
- 竈簡易郵便局
- 静岡県御殿場合同庁舎
  - 御殿場健康福祉センター
  - 御殿場保健所
  - 東部農林事務所御殿場支所
  - 土地改良事業団体東部事業所御殿場支所
  - 沼津土木事務所御殿場支所
  - 農業試験場高冷地分場
- 静岡県道394号沼津小山線 - 駅前を通る
- コスメロール（ロレアル日本工場）

## バス路線
駅前通り（静岡県道394号沼津小山線）に、「かまど中」停留所および「かまど入口」停留所があり、富士急モビリティが運行している。
- 三島駅 / 御殿場駅
- 特別支援学校 / 御殿場駅
  - 平日のみ運行。

## 隣の駅
東海旅客鉄道（JR東海）
CB 御殿場線
御殿場駅 (CB10) - 南御殿場駅 (CB11) - 富士岡駅 (CB12)

### 記事本文
1. 1 2 3  石野哲 編『停車場変遷大事典 国鉄・JR編』 II（初版）、JTB、1998年10月1日、86頁。ISBN 978-4-533-02980-6。
2. ↑  原口隆行 『鉄道唱歌の旅 東海道線今昔』 JTB、2002年
3. ↑  「日本国有鉄道公示第296号」『官報』1962年7月17日。
4. ↑  「通報 ●御殿場線南御殿場駅の設置について（営業局）」『鉄道公報』日本国有鉄道総裁室文書課、1962年7月17日、4面。
5. ↑  『平成22年3月 TOICAがますます便利になります!!』（PDF）（プレスリリース）東海旅客鉄道、2009年12月21日。オリジナルの2020年12月19日時点におけるアーカイブ。2020年12月19日閲覧。
6. ↑  東海旅客鉄道編集 『東海旅客鉄道20年史』 東海旅客鉄道、2007年

### 利用状況
静岡県統計年鑑
1. 1 2  “6.鉄道運輸状況(JR)” (xls). 長期時系列【統計年鑑編】（県・市町村の変遷～商業）.   静岡県. 2024年1月13日時点のオリジナルよりアーカイブ。2024年1月14日閲覧。
2. ↑  “6.鉄道運輸状況” (PDF). 静岡県統計年鑑1993(平成5年).   静岡県. p. 285 (2013年5月9日). 2019年7月3日時点のオリジナルよりアーカイブ。2019年7月3日閲覧。
3. ↑  “6.鉄道運輸状況” (PDF). 静岡県統計年鑑1994(平成6年).   静岡県. p. 285 (2013年5月9日). 2019年7月3日時点のオリジナルよりアーカイブ。2019年7月3日閲覧。
4. ↑  “6.鉄道運輸状況” (PDF). 静岡県統計年鑑1995(平成7年).   静岡県. p. 285 (2013年5月9日). 2019年7月3日時点のオリジナルよりアーカイブ。2019年7月3日閲覧。
5. ↑  “6.鉄道運輸状況” (PDF). 静岡県統計年鑑1996(平成8年).   静岡県. p. 290 (2013年5月9日). 2019年7月3日時点のオリジナルよりアーカイブ。2019年7月3日閲覧。
6. ↑  “6.鉄道運輸状況” (PDF). 静岡県統計年鑑1997(平成9年).   静岡県. p. 290 (2013年5月9日). 2019年7月3日時点のオリジナルよりアーカイブ。2019年7月3日閲覧。
7. ↑  “6.鉄道運輸状況” (PDF). 静岡県統計年鑑1998(平成10年).   静岡県. p. 290 (2013年5月9日). 2019年7月3日時点のオリジナルよりアーカイブ。2019年7月3日閲覧。
8. ↑  “6.鉄道運輸状況” (PDF). 静岡県統計年鑑1999(平成11年).   静岡県. p. 290 (2013年5月9日). 2019年7月3日時点のオリジナルよりアーカイブ。2019年7月3日閲覧。
9. ↑  “6.鉄道運輸状況” (PDF). 静岡県統計年鑑2000(平成12年).   静岡県. p. 338 (2013年5月9日). 2019年7月3日時点のオリジナルよりアーカイブ。2019年7月3日閲覧。
10. ↑  “6.鉄道運輸状況” (PDF). 静岡県統計年鑑2010(平成22年).   静岡県 (2013年5月9日). 2019年7月3日時点のオリジナルよりアーカイブ。2019年7月3日閲覧。
11. ↑  “6.鉄道運輸状況” (PDF). 静岡県統計年鑑2011(平成23年).   静岡県 (2013年5月9日). 2019年7月3日時点のオリジナルよりアーカイブ。2019年7月3日閲覧。
12. ↑  “6.鉄道運輸状況” (PDF). 静岡県統計年鑑2012(平成24年).   静岡県 (2014年5月1日). 2019年7月3日時点のオリジナルよりアーカイブ。2019年7月3日閲覧。
13. ↑  “6.鉄道運輸状況” (PDF). 静岡県統計年鑑2013(平成25年).   静岡県 (2015年5月11日). 2019年7月3日時点のオリジナルよりアーカイブ。2019年7月3日閲覧。
14. ↑  “6.鉄道運輸状況” (PDF). 静岡県統計年鑑2014(平成26年).   静岡県 (2016年5月2日). 2019年7月3日時点のオリジナルよりアーカイブ。2019年7月3日閲覧。
15. ↑  “6.鉄道運輸状況” (PDF). 静岡県統計年鑑2015(平成27年).   静岡県 (2017年5月2日). 2019年7月3日時点のオリジナルよりアーカイブ。2019年7月3日閲覧。
16. ↑  “6.鉄道運輸状況” (PDF). 静岡県統計年鑑2016(平成28年).   静岡県 (2018年3月29日). 2019年7月3日時点のオリジナルよりアーカイブ。2019年7月3日閲覧。
17. ↑  “6.鉄道運輸状況” (PDF). 静岡県統計年鑑2017(平成29年).   静岡県 (2019年3月27日). 2019年7月3日時点のオリジナルよりアーカイブ。2019年7月3日閲覧。
18. ↑  “6.鉄道運輸状況” (PDF). 静岡県統計年鑑2018(平成30年).   静岡県 (2020年3月17日). 2020年3月25日閲覧。
19. ↑  “6.鉄道運輸状況” (PDF). 静岡県統計年鑑2019(令和元年).   静岡県 (2021年3月23日). 2021年3月24日時点のオリジナルよりアーカイブ。2021年3月24日閲覧。
20. ↑  “6.鉄道運輸状況” (PDF). 静岡県統計年鑑2020(令和2年).   静岡県 (2022年3月15日). 2024年1月13日時点のオリジナルよりアーカイブ。2024年1月13日閲覧。